# Río Llushin
Der Río Llushin ist ein 78 km langer rechter Nebenfluss des Río Pastaza im äußersten Norden der Provinz Morona Santiago in Ecuador.

## Flusslauf
Das Quellgebiet des Río Llushin befindet sich in der Cordillera Real 7 km nordöstlich des Vulkans El Altar auf einer Höhe von etwa 3700 m. Der Río Llushin fließt anfangs 5 km nach Osten und wendet sich auf den folgenden 8 km nach Norden. Bis Flusskilometer 52 strömt der Río Llushin nach Osten und biegt anschließend scharf nach Süden ab. Der Río Llushin fließt auf seiner restlichen Strecke in überwiegend südöstlicher Richtung aus dem Gebirge. Bei Flusskilometer 6 und 1, am Fuße der Anden, treffen die Flüsse Río Chuya Llushin und Río Amundalo von Süden kommend auf den Río Llushin. Dieser mündet schließlich 7,5 km nordwestlich von Palora in den Río Pastaza.

## Einzugsgebiet
Das Einzugsgebiet des Río Llushin erstreckt sich über den Osthang der Cordillera Real. Es umfasst eine Fläche von 925 km². Im Westen grenzt es an das des Río Puela, im Süden an das des Río Palora. Nördlich und östlich des Einzugsgebiets verläuft der Río Pastaza. Das Einzugsgebiet oberhalb von Flusskilometer 6,5 befindet sich innerhalb des Nationalparks Sangay.